# Eulechria absona
Eulechria absona is een vlinder uit de familie van de sikkelmotten (Oecophoridae). De wetenschappelijke naam van de soort werd in 1917 als Chezala absona gepubliceerd door Alfred Jefferis Turner.